# Табія
|   | a | b | c | d | e | f | g | h |   |
| 8 | a8 чорна тура · c8 чорний слон · e8 чорний король · f8 чорний слон · h8 чорна тура · a7 чорний пішак · d7 чорний кінь · e7 чорний кінь · g7 чорний пішак · b6 чорний пішак · c6 чорний пішак · d6 чорний ферзь · f6 чорний пішак · h6 чорний пішак · d5 чорний пішак · e5 чорний пішак · c4 білий пішак · f4 білий пішак · b3 білий пішак · c3 білий кінь · d3 білий пішак · e3 білий пішак · f3 білий кінь · g3 білий пішак · a2 білий пішак · h2 білий пішак · b1 біла тура · c1 білий слон · d1 білий ферзь · e1 білий король · f1 білий слон · g1 біла тура | a8 чорна тура · c8 чорний слон · e8 чорний король · f8 чорний слон · h8 чорна тура · a7 чорний пішак · d7 чорний кінь · e7 чорний кінь · g7 чорний пішак · b6 чорний пішак · c6 чорний пішак · d6 чорний ферзь · f6 чорний пішак · h6 чорний пішак · d5 чорний пішак · e5 чорний пішак · c4 білий пішак · f4 білий пішак · b3 білий пішак · c3 білий кінь · d3 білий пішак · e3 білий пішак · f3 білий кінь · g3 білий пішак · a2 білий пішак · h2 білий пішак · b1 біла тура · c1 білий слон · d1 білий ферзь · e1 білий король · f1 білий слон · g1 біла тура | a8 чорна тура · c8 чорний слон · e8 чорний король · f8 чорний слон · h8 чорна тура · a7 чорний пішак · d7 чорний кінь · e7 чорний кінь · g7 чорний пішак · b6 чорний пішак · c6 чорний пішак · d6 чорний ферзь · f6 чорний пішак · h6 чорний пішак · d5 чорний пішак · e5 чорний пішак · c4 білий пішак · f4 білий пішак · b3 білий пішак · c3 білий кінь · d3 білий пішак · e3 білий пішак · f3 білий кінь · g3 білий пішак · a2 білий пішак · h2 білий пішак · b1 біла тура · c1 білий слон · d1 білий ферзь · e1 білий король · f1 білий слон · g1 біла тура | a8 чорна тура · c8 чорний слон · e8 чорний король · f8 чорний слон · h8 чорна тура · a7 чорний пішак · d7 чорний кінь · e7 чорний кінь · g7 чорний пішак · b6 чорний пішак · c6 чорний пішак · d6 чорний ферзь · f6 чорний пішак · h6 чорний пішак · d5 чорний пішак · e5 чорний пішак · c4 білий пішак · f4 білий пішак · b3 білий пішак · c3 білий кінь · d3 білий пішак · e3 білий пішак · f3 білий кінь · g3 білий пішак · a2 білий пішак · h2 білий пішак · b1 біла тура · c1 білий слон · d1 білий ферзь · e1 білий король · f1 білий слон · g1 біла тура | a8 чорна тура · c8 чорний слон · e8 чорний король · f8 чорний слон · h8 чорна тура · a7 чорний пішак · d7 чорний кінь · e7 чорний кінь · g7 чорний пішак · b6 чорний пішак · c6 чорний пішак · d6 чорний ферзь · f6 чорний пішак · h6 чорний пішак · d5 чорний пішак · e5 чорний пішак · c4 білий пішак · f4 білий пішак · b3 білий пішак · c3 білий кінь · d3 білий пішак · e3 білий пішак · f3 білий кінь · g3 білий пішак · a2 білий пішак · h2 білий пішак · b1 біла тура · c1 білий слон · d1 білий ферзь · e1 білий король · f1 білий слон · g1 біла тура | a8 чорна тура · c8 чорний слон · e8 чорний король · f8 чорний слон · h8 чорна тура · a7 чорний пішак · d7 чорний кінь · e7 чорний кінь · g7 чорний пішак · b6 чорний пішак · c6 чорний пішак · d6 чорний ферзь · f6 чорний пішак · h6 чорний пішак · d5 чорний пішак · e5 чорний пішак · c4 білий пішак · f4 білий пішак · b3 білий пішак · c3 білий кінь · d3 білий пішак · e3 білий пішак · f3 білий кінь · g3 білий пішак · a2 білий пішак · h2 білий пішак · b1 біла тура · c1 білий слон · d1 білий ферзь · e1 білий король · f1 білий слон · g1 біла тура | a8 чорна тура · c8 чорний слон · e8 чорний король · f8 чорний слон · h8 чорна тура · a7 чорний пішак · d7 чорний кінь · e7 чорний кінь · g7 чорний пішак · b6 чорний пішак · c6 чорний пішак · d6 чорний ферзь · f6 чорний пішак · h6 чорний пішак · d5 чорний пішак · e5 чорний пішак · c4 білий пішак · f4 білий пішак · b3 білий пішак · c3 білий кінь · d3 білий пішак · e3 білий пішак · f3 білий кінь · g3 білий пішак · a2 білий пішак · h2 білий пішак · b1 біла тура · c1 білий слон · d1 білий ферзь · e1 білий король · f1 білий слон · g1 біла тура | a8 чорна тура · c8 чорний слон · e8 чорний король · f8 чорний слон · h8 чорна тура · a7 чорний пішак · d7 чорний кінь · e7 чорний кінь · g7 чорний пішак · b6 чорний пішак · c6 чорний пішак · d6 чорний ферзь · f6 чорний пішак · h6 чорний пішак · d5 чорний пішак · e5 чорний пішак · c4 білий пішак · f4 білий пішак · b3 білий пішак · c3 білий кінь · d3 білий пішак · e3 білий пішак · f3 білий кінь · g3 білий пішак · a2 білий пішак · h2 білий пішак · b1 біла тура · c1 білий слон · d1 білий ферзь · e1 білий король · f1 білий слон · g1 біла тура | 8 |
| 7 | a8 чорна тура · c8 чорний слон · e8 чорний король · f8 чорний слон · h8 чорна тура · a7 чорний пішак · d7 чорний кінь · e7 чорний кінь · g7 чорний пішак · b6 чорний пішак · c6 чорний пішак · d6 чорний ферзь · f6 чорний пішак · h6 чорний пішак · d5 чорний пішак · e5 чорний пішак · c4 білий пішак · f4 білий пішак · b3 білий пішак · c3 білий кінь · d3 білий пішак · e3 білий пішак · f3 білий кінь · g3 білий пішак · a2 білий пішак · h2 білий пішак · b1 біла тура · c1 білий слон · d1 білий ферзь · e1 білий король · f1 білий слон · g1 біла тура | a8 чорна тура · c8 чорний слон · e8 чорний король · f8 чорний слон · h8 чорна тура · a7 чорний пішак · d7 чорний кінь · e7 чорний кінь · g7 чорний пішак · b6 чорний пішак · c6 чорний пішак · d6 чорний ферзь · f6 чорний пішак · h6 чорний пішак · d5 чорний пішак · e5 чорний пішак · c4 білий пішак · f4 білий пішак · b3 білий пішак · c3 білий кінь · d3 білий пішак · e3 білий пішак · f3 білий кінь · g3 білий пішак · a2 білий пішак · h2 білий пішак · b1 біла тура · c1 білий слон · d1 білий ферзь · e1 білий король · f1 білий слон · g1 біла тура | a8 чорна тура · c8 чорний слон · e8 чорний король · f8 чорний слон · h8 чорна тура · a7 чорний пішак · d7 чорний кінь · e7 чорний кінь · g7 чорний пішак · b6 чорний пішак · c6 чорний пішак · d6 чорний ферзь · f6 чорний пішак · h6 чорний пішак · d5 чорний пішак · e5 чорний пішак · c4 білий пішак · f4 білий пішак · b3 білий пішак · c3 білий кінь · d3 білий пішак · e3 білий пішак · f3 білий кінь · g3 білий пішак · a2 білий пішак · h2 білий пішак · b1 біла тура · c1 білий слон · d1 білий ферзь · e1 білий король · f1 білий слон · g1 біла тура | a8 чорна тура · c8 чорний слон · e8 чорний король · f8 чорний слон · h8 чорна тура · a7 чорний пішак · d7 чорний кінь · e7 чорний кінь · g7 чорний пішак · b6 чорний пішак · c6 чорний пішак · d6 чорний ферзь · f6 чорний пішак · h6 чорний пішак · d5 чорний пішак · e5 чорний пішак · c4 білий пішак · f4 білий пішак · b3 білий пішак · c3 білий кінь · d3 білий пішак · e3 білий пішак · f3 білий кінь · g3 білий пішак · a2 білий пішак · h2 білий пішак · b1 біла тура · c1 білий слон · d1 білий ферзь · e1 білий король · f1 білий слон · g1 біла тура | a8 чорна тура · c8 чорний слон · e8 чорний король · f8 чорний слон · h8 чорна тура · a7 чорний пішак · d7 чорний кінь · e7 чорний кінь · g7 чорний пішак · b6 чорний пішак · c6 чорний пішак · d6 чорний ферзь · f6 чорний пішак · h6 чорний пішак · d5 чорний пішак · e5 чорний пішак · c4 білий пішак · f4 білий пішак · b3 білий пішак · c3 білий кінь · d3 білий пішак · e3 білий пішак · f3 білий кінь · g3 білий пішак · a2 білий пішак · h2 білий пішак · b1 біла тура · c1 білий слон · d1 білий ферзь · e1 білий король · f1 білий слон · g1 біла тура | a8 чорна тура · c8 чорний слон · e8 чорний король · f8 чорний слон · h8 чорна тура · a7 чорний пішак · d7 чорний кінь · e7 чорний кінь · g7 чорний пішак · b6 чорний пішак · c6 чорний пішак · d6 чорний ферзь · f6 чорний пішак · h6 чорний пішак · d5 чорний пішак · e5 чорний пішак · c4 білий пішак · f4 білий пішак · b3 білий пішак · c3 білий кінь · d3 білий пішак · e3 білий пішак · f3 білий кінь · g3 білий пішак · a2 білий пішак · h2 білий пішак · b1 біла тура · c1 білий слон · d1 білий ферзь · e1 білий король · f1 білий слон · g1 біла тура | a8 чорна тура · c8 чорний слон · e8 чорний король · f8 чорний слон · h8 чорна тура · a7 чорний пішак · d7 чорний кінь · e7 чорний кінь · g7 чорний пішак · b6 чорний пішак · c6 чорний пішак · d6 чорний ферзь · f6 чорний пішак · h6 чорний пішак · d5 чорний пішак · e5 чорний пішак · c4 білий пішак · f4 білий пішак · b3 білий пішак · c3 білий кінь · d3 білий пішак · e3 білий пішак · f3 білий кінь · g3 білий пішак · a2 білий пішак · h2 білий пішак · b1 біла тура · c1 білий слон · d1 білий ферзь · e1 білий король · f1 білий слон · g1 біла тура | a8 чорна тура · c8 чорний слон · e8 чорний король · f8 чорний слон · h8 чорна тура · a7 чорний пішак · d7 чорний кінь · e7 чорний кінь · g7 чорний пішак · b6 чорний пішак · c6 чорний пішак · d6 чорний ферзь · f6 чорний пішак · h6 чорний пішак · d5 чорний пішак · e5 чорний пішак · c4 білий пішак · f4 білий пішак · b3 білий пішак · c3 білий кінь · d3 білий пішак · e3 білий пішак · f3 білий кінь · g3 білий пішак · a2 білий пішак · h2 білий пішак · b1 біла тура · c1 білий слон · d1 білий ферзь · e1 білий король · f1 білий слон · g1 біла тура | 7 |
| 6 | a8 чорна тура · c8 чорний слон · e8 чорний король · f8 чорний слон · h8 чорна тура · a7 чорний пішак · d7 чорний кінь · e7 чорний кінь · g7 чорний пішак · b6 чорний пішак · c6 чорний пішак · d6 чорний ферзь · f6 чорний пішак · h6 чорний пішак · d5 чорний пішак · e5 чорний пішак · c4 білий пішак · f4 білий пішак · b3 білий пішак · c3 білий кінь · d3 білий пішак · e3 білий пішак · f3 білий кінь · g3 білий пішак · a2 білий пішак · h2 білий пішак · b1 біла тура · c1 білий слон · d1 білий ферзь · e1 білий король · f1 білий слон · g1 біла тура | a8 чорна тура · c8 чорний слон · e8 чорний король · f8 чорний слон · h8 чорна тура · a7 чорний пішак · d7 чорний кінь · e7 чорний кінь · g7 чорний пішак · b6 чорний пішак · c6 чорний пішак · d6 чорний ферзь · f6 чорний пішак · h6 чорний пішак · d5 чорний пішак · e5 чорний пішак · c4 білий пішак · f4 білий пішак · b3 білий пішак · c3 білий кінь · d3 білий пішак · e3 білий пішак · f3 білий кінь · g3 білий пішак · a2 білий пішак · h2 білий пішак · b1 біла тура · c1 білий слон · d1 білий ферзь · e1 білий король · f1 білий слон · g1 біла тура | a8 чорна тура · c8 чорний слон · e8 чорний король · f8 чорний слон · h8 чорна тура · a7 чорний пішак · d7 чорний кінь · e7 чорний кінь · g7 чорний пішак · b6 чорний пішак · c6 чорний пішак · d6 чорний ферзь · f6 чорний пішак · h6 чорний пішак · d5 чорний пішак · e5 чорний пішак · c4 білий пішак · f4 білий пішак · b3 білий пішак · c3 білий кінь · d3 білий пішак · e3 білий пішак · f3 білий кінь · g3 білий пішак · a2 білий пішак · h2 білий пішак · b1 біла тура · c1 білий слон · d1 білий ферзь · e1 білий король · f1 білий слон · g1 біла тура | a8 чорна тура · c8 чорний слон · e8 чорний король · f8 чорний слон · h8 чорна тура · a7 чорний пішак · d7 чорний кінь · e7 чорний кінь · g7 чорний пішак · b6 чорний пішак · c6 чорний пішак · d6 чорний ферзь · f6 чорний пішак · h6 чорний пішак · d5 чорний пішак · e5 чорний пішак · c4 білий пішак · f4 білий пішак · b3 білий пішак · c3 білий кінь · d3 білий пішак · e3 білий пішак · f3 білий кінь · g3 білий пішак · a2 білий пішак · h2 білий пішак · b1 біла тура · c1 білий слон · d1 білий ферзь · e1 білий король · f1 білий слон · g1 біла тура | a8 чорна тура · c8 чорний слон · e8 чорний король · f8 чорний слон · h8 чорна тура · a7 чорний пішак · d7 чорний кінь · e7 чорний кінь · g7 чорний пішак · b6 чорний пішак · c6 чорний пішак · d6 чорний ферзь · f6 чорний пішак · h6 чорний пішак · d5 чорний пішак · e5 чорний пішак · c4 білий пішак · f4 білий пішак · b3 білий пішак · c3 білий кінь · d3 білий пішак · e3 білий пішак · f3 білий кінь · g3 білий пішак · a2 білий пішак · h2 білий пішак · b1 біла тура · c1 білий слон · d1 білий ферзь · e1 білий король · f1 білий слон · g1 біла тура | a8 чорна тура · c8 чорний слон · e8 чорний король · f8 чорний слон · h8 чорна тура · a7 чорний пішак · d7 чорний кінь · e7 чорний кінь · g7 чорний пішак · b6 чорний пішак · c6 чорний пішак · d6 чорний ферзь · f6 чорний пішак · h6 чорний пішак · d5 чорний пішак · e5 чорний пішак · c4 білий пішак · f4 білий пішак · b3 білий пішак · c3 білий кінь · d3 білий пішак · e3 білий пішак · f3 білий кінь · g3 білий пішак · a2 білий пішак · h2 білий пішак · b1 біла тура · c1 білий слон · d1 білий ферзь · e1 білий король · f1 білий слон · g1 біла тура | a8 чорна тура · c8 чорний слон · e8 чорний король · f8 чорний слон · h8 чорна тура · a7 чорний пішак · d7 чорний кінь · e7 чорний кінь · g7 чорний пішак · b6 чорний пішак · c6 чорний пішак · d6 чорний ферзь · f6 чорний пішак · h6 чорний пішак · d5 чорний пішак · e5 чорний пішак · c4 білий пішак · f4 білий пішак · b3 білий пішак · c3 білий кінь · d3 білий пішак · e3 білий пішак · f3 білий кінь · g3 білий пішак · a2 білий пішак · h2 білий пішак · b1 біла тура · c1 білий слон · d1 білий ферзь · e1 білий король · f1 білий слон · g1 біла тура | a8 чорна тура · c8 чорний слон · e8 чорний король · f8 чорний слон · h8 чорна тура · a7 чорний пішак · d7 чорний кінь · e7 чорний кінь · g7 чорний пішак · b6 чорний пішак · c6 чорний пішак · d6 чорний ферзь · f6 чорний пішак · h6 чорний пішак · d5 чорний пішак · e5 чорний пішак · c4 білий пішак · f4 білий пішак · b3 білий пішак · c3 білий кінь · d3 білий пішак · e3 білий пішак · f3 білий кінь · g3 білий пішак · a2 білий пішак · h2 білий пішак · b1 біла тура · c1 білий слон · d1 білий ферзь · e1 білий король · f1 білий слон · g1 біла тура | 6 |
| 5 | a8 чорна тура · c8 чорний слон · e8 чорний король · f8 чорний слон · h8 чорна тура · a7 чорний пішак · d7 чорний кінь · e7 чорний кінь · g7 чорний пішак · b6 чорний пішак · c6 чорний пішак · d6 чорний ферзь · f6 чорний пішак · h6 чорний пішак · d5 чорний пішак · e5 чорний пішак · c4 білий пішак · f4 білий пішак · b3 білий пішак · c3 білий кінь · d3 білий пішак · e3 білий пішак · f3 білий кінь · g3 білий пішак · a2 білий пішак · h2 білий пішак · b1 біла тура · c1 білий слон · d1 білий ферзь · e1 білий король · f1 білий слон · g1 біла тура | a8 чорна тура · c8 чорний слон · e8 чорний король · f8 чорний слон · h8 чорна тура · a7 чорний пішак · d7 чорний кінь · e7 чорний кінь · g7 чорний пішак · b6 чорний пішак · c6 чорний пішак · d6 чорний ферзь · f6 чорний пішак · h6 чорний пішак · d5 чорний пішак · e5 чорний пішак · c4 білий пішак · f4 білий пішак · b3 білий пішак · c3 білий кінь · d3 білий пішак · e3 білий пішак · f3 білий кінь · g3 білий пішак · a2 білий пішак · h2 білий пішак · b1 біла тура · c1 білий слон · d1 білий ферзь · e1 білий король · f1 білий слон · g1 біла тура | a8 чорна тура · c8 чорний слон · e8 чорний король · f8 чорний слон · h8 чорна тура · a7 чорний пішак · d7 чорний кінь · e7 чорний кінь · g7 чорний пішак · b6 чорний пішак · c6 чорний пішак · d6 чорний ферзь · f6 чорний пішак · h6 чорний пішак · d5 чорний пішак · e5 чорний пішак · c4 білий пішак · f4 білий пішак · b3 білий пішак · c3 білий кінь · d3 білий пішак · e3 білий пішак · f3 білий кінь · g3 білий пішак · a2 білий пішак · h2 білий пішак · b1 біла тура · c1 білий слон · d1 білий ферзь · e1 білий король · f1 білий слон · g1 біла тура | a8 чорна тура · c8 чорний слон · e8 чорний король · f8 чорний слон · h8 чорна тура · a7 чорний пішак · d7 чорний кінь · e7 чорний кінь · g7 чорний пішак · b6 чорний пішак · c6 чорний пішак · d6 чорний ферзь · f6 чорний пішак · h6 чорний пішак · d5 чорний пішак · e5 чорний пішак · c4 білий пішак · f4 білий пішак · b3 білий пішак · c3 білий кінь · d3 білий пішак · e3 білий пішак · f3 білий кінь · g3 білий пішак · a2 білий пішак · h2 білий пішак · b1 біла тура · c1 білий слон · d1 білий ферзь · e1 білий король · f1 білий слон · g1 біла тура | a8 чорна тура · c8 чорний слон · e8 чорний король · f8 чорний слон · h8 чорна тура · a7 чорний пішак · d7 чорний кінь · e7 чорний кінь · g7 чорний пішак · b6 чорний пішак · c6 чорний пішак · d6 чорний ферзь · f6 чорний пішак · h6 чорний пішак · d5 чорний пішак · e5 чорний пішак · c4 білий пішак · f4 білий пішак · b3 білий пішак · c3 білий кінь · d3 білий пішак · e3 білий пішак · f3 білий кінь · g3 білий пішак · a2 білий пішак · h2 білий пішак · b1 біла тура · c1 білий слон · d1 білий ферзь · e1 білий король · f1 білий слон · g1 біла тура | a8 чорна тура · c8 чорний слон · e8 чорний король · f8 чорний слон · h8 чорна тура · a7 чорний пішак · d7 чорний кінь · e7 чорний кінь · g7 чорний пішак · b6 чорний пішак · c6 чорний пішак · d6 чорний ферзь · f6 чорний пішак · h6 чорний пішак · d5 чорний пішак · e5 чорний пішак · c4 білий пішак · f4 білий пішак · b3 білий пішак · c3 білий кінь · d3 білий пішак · e3 білий пішак · f3 білий кінь · g3 білий пішак · a2 білий пішак · h2 білий пішак · b1 біла тура · c1 білий слон · d1 білий ферзь · e1 білий король · f1 білий слон · g1 біла тура | a8 чорна тура · c8 чорний слон · e8 чорний король · f8 чорний слон · h8 чорна тура · a7 чорний пішак · d7 чорний кінь · e7 чорний кінь · g7 чорний пішак · b6 чорний пішак · c6 чорний пішак · d6 чорний ферзь · f6 чорний пішак · h6 чорний пішак · d5 чорний пішак · e5 чорний пішак · c4 білий пішак · f4 білий пішак · b3 білий пішак · c3 білий кінь · d3 білий пішак · e3 білий пішак · f3 білий кінь · g3 білий пішак · a2 білий пішак · h2 білий пішак · b1 біла тура · c1 білий слон · d1 білий ферзь · e1 білий король · f1 білий слон · g1 біла тура | a8 чорна тура · c8 чорний слон · e8 чорний король · f8 чорний слон · h8 чорна тура · a7 чорний пішак · d7 чорний кінь · e7 чорний кінь · g7 чорний пішак · b6 чорний пішак · c6 чорний пішак · d6 чорний ферзь · f6 чорний пішак · h6 чорний пішак · d5 чорний пішак · e5 чорний пішак · c4 білий пішак · f4 білий пішак · b3 білий пішак · c3 білий кінь · d3 білий пішак · e3 білий пішак · f3 білий кінь · g3 білий пішак · a2 білий пішак · h2 білий пішак · b1 біла тура · c1 білий слон · d1 білий ферзь · e1 білий король · f1 білий слон · g1 біла тура | 5 |
| 4 | a8 чорна тура · c8 чорний слон · e8 чорний король · f8 чорний слон · h8 чорна тура · a7 чорний пішак · d7 чорний кінь · e7 чорний кінь · g7 чорний пішак · b6 чорний пішак · c6 чорний пішак · d6 чорний ферзь · f6 чорний пішак · h6 чорний пішак · d5 чорний пішак · e5 чорний пішак · c4 білий пішак · f4 білий пішак · b3 білий пішак · c3 білий кінь · d3 білий пішак · e3 білий пішак · f3 білий кінь · g3 білий пішак · a2 білий пішак · h2 білий пішак · b1 біла тура · c1 білий слон · d1 білий ферзь · e1 білий король · f1 білий слон · g1 біла тура | a8 чорна тура · c8 чорний слон · e8 чорний король · f8 чорний слон · h8 чорна тура · a7 чорний пішак · d7 чорний кінь · e7 чорний кінь · g7 чорний пішак · b6 чорний пішак · c6 чорний пішак · d6 чорний ферзь · f6 чорний пішак · h6 чорний пішак · d5 чорний пішак · e5 чорний пішак · c4 білий пішак · f4 білий пішак · b3 білий пішак · c3 білий кінь · d3 білий пішак · e3 білий пішак · f3 білий кінь · g3 білий пішак · a2 білий пішак · h2 білий пішак · b1 біла тура · c1 білий слон · d1 білий ферзь · e1 білий король · f1 білий слон · g1 біла тура | a8 чорна тура · c8 чорний слон · e8 чорний король · f8 чорний слон · h8 чорна тура · a7 чорний пішак · d7 чорний кінь · e7 чорний кінь · g7 чорний пішак · b6 чорний пішак · c6 чорний пішак · d6 чорний ферзь · f6 чорний пішак · h6 чорний пішак · d5 чорний пішак · e5 чорний пішак · c4 білий пішак · f4 білий пішак · b3 білий пішак · c3 білий кінь · d3 білий пішак · e3 білий пішак · f3 білий кінь · g3 білий пішак · a2 білий пішак · h2 білий пішак · b1 біла тура · c1 білий слон · d1 білий ферзь · e1 білий король · f1 білий слон · g1 біла тура | a8 чорна тура · c8 чорний слон · e8 чорний король · f8 чорний слон · h8 чорна тура · a7 чорний пішак · d7 чорний кінь · e7 чорний кінь · g7 чорний пішак · b6 чорний пішак · c6 чорний пішак · d6 чорний ферзь · f6 чорний пішак · h6 чорний пішак · d5 чорний пішак · e5 чорний пішак · c4 білий пішак · f4 білий пішак · b3 білий пішак · c3 білий кінь · d3 білий пішак · e3 білий пішак · f3 білий кінь · g3 білий пішак · a2 білий пішак · h2 білий пішак · b1 біла тура · c1 білий слон · d1 білий ферзь · e1 білий король · f1 білий слон · g1 біла тура | a8 чорна тура · c8 чорний слон · e8 чорний король · f8 чорний слон · h8 чорна тура · a7 чорний пішак · d7 чорний кінь · e7 чорний кінь · g7 чорний пішак · b6 чорний пішак · c6 чорний пішак · d6 чорний ферзь · f6 чорний пішак · h6 чорний пішак · d5 чорний пішак · e5 чорний пішак · c4 білий пішак · f4 білий пішак · b3 білий пішак · c3 білий кінь · d3 білий пішак · e3 білий пішак · f3 білий кінь · g3 білий пішак · a2 білий пішак · h2 білий пішак · b1 біла тура · c1 білий слон · d1 білий ферзь · e1 білий король · f1 білий слон · g1 біла тура | a8 чорна тура · c8 чорний слон · e8 чорний король · f8 чорний слон · h8 чорна тура · a7 чорний пішак · d7 чорний кінь · e7 чорний кінь · g7 чорний пішак · b6 чорний пішак · c6 чорний пішак · d6 чорний ферзь · f6 чорний пішак · h6 чорний пішак · d5 чорний пішак · e5 чорний пішак · c4 білий пішак · f4 білий пішак · b3 білий пішак · c3 білий кінь · d3 білий пішак · e3 білий пішак · f3 білий кінь · g3 білий пішак · a2 білий пішак · h2 білий пішак · b1 біла тура · c1 білий слон · d1 білий ферзь · e1 білий король · f1 білий слон · g1 біла тура | a8 чорна тура · c8 чорний слон · e8 чорний король · f8 чорний слон · h8 чорна тура · a7 чорний пішак · d7 чорний кінь · e7 чорний кінь · g7 чорний пішак · b6 чорний пішак · c6 чорний пішак · d6 чорний ферзь · f6 чорний пішак · h6 чорний пішак · d5 чорний пішак · e5 чорний пішак · c4 білий пішак · f4 білий пішак · b3 білий пішак · c3 білий кінь · d3 білий пішак · e3 білий пішак · f3 білий кінь · g3 білий пішак · a2 білий пішак · h2 білий пішак · b1 біла тура · c1 білий слон · d1 білий ферзь · e1 білий король · f1 білий слон · g1 біла тура | a8 чорна тура · c8 чорний слон · e8 чорний король · f8 чорний слон · h8 чорна тура · a7 чорний пішак · d7 чорний кінь · e7 чорний кінь · g7 чорний пішак · b6 чорний пішак · c6 чорний пішак · d6 чорний ферзь · f6 чорний пішак · h6 чорний пішак · d5 чорний пішак · e5 чорний пішак · c4 білий пішак · f4 білий пішак · b3 білий пішак · c3 білий кінь · d3 білий пішак · e3 білий пішак · f3 білий кінь · g3 білий пішак · a2 білий пішак · h2 білий пішак · b1 біла тура · c1 білий слон · d1 білий ферзь · e1 білий король · f1 білий слон · g1 біла тура | 4 |
| 3 | a8 чорна тура · c8 чорний слон · e8 чорний король · f8 чорний слон · h8 чорна тура · a7 чорний пішак · d7 чорний кінь · e7 чорний кінь · g7 чорний пішак · b6 чорний пішак · c6 чорний пішак · d6 чорний ферзь · f6 чорний пішак · h6 чорний пішак · d5 чорний пішак · e5 чорний пішак · c4 білий пішак · f4 білий пішак · b3 білий пішак · c3 білий кінь · d3 білий пішак · e3 білий пішак · f3 білий кінь · g3 білий пішак · a2 білий пішак · h2 білий пішак · b1 біла тура · c1 білий слон · d1 білий ферзь · e1 білий король · f1 білий слон · g1 біла тура | a8 чорна тура · c8 чорний слон · e8 чорний король · f8 чорний слон · h8 чорна тура · a7 чорний пішак · d7 чорний кінь · e7 чорний кінь · g7 чорний пішак · b6 чорний пішак · c6 чорний пішак · d6 чорний ферзь · f6 чорний пішак · h6 чорний пішак · d5 чорний пішак · e5 чорний пішак · c4 білий пішак · f4 білий пішак · b3 білий пішак · c3 білий кінь · d3 білий пішак · e3 білий пішак · f3 білий кінь · g3 білий пішак · a2 білий пішак · h2 білий пішак · b1 біла тура · c1 білий слон · d1 білий ферзь · e1 білий король · f1 білий слон · g1 біла тура | a8 чорна тура · c8 чорний слон · e8 чорний король · f8 чорний слон · h8 чорна тура · a7 чорний пішак · d7 чорний кінь · e7 чорний кінь · g7 чорний пішак · b6 чорний пішак · c6 чорний пішак · d6 чорний ферзь · f6 чорний пішак · h6 чорний пішак · d5 чорний пішак · e5 чорний пішак · c4 білий пішак · f4 білий пішак · b3 білий пішак · c3 білий кінь · d3 білий пішак · e3 білий пішак · f3 білий кінь · g3 білий пішак · a2 білий пішак · h2 білий пішак · b1 біла тура · c1 білий слон · d1 білий ферзь · e1 білий король · f1 білий слон · g1 біла тура | a8 чорна тура · c8 чорний слон · e8 чорний король · f8 чорний слон · h8 чорна тура · a7 чорний пішак · d7 чорний кінь · e7 чорний кінь · g7 чорний пішак · b6 чорний пішак · c6 чорний пішак · d6 чорний ферзь · f6 чорний пішак · h6 чорний пішак · d5 чорний пішак · e5 чорний пішак · c4 білий пішак · f4 білий пішак · b3 білий пішак · c3 білий кінь · d3 білий пішак · e3 білий пішак · f3 білий кінь · g3 білий пішак · a2 білий пішак · h2 білий пішак · b1 біла тура · c1 білий слон · d1 білий ферзь · e1 білий король · f1 білий слон · g1 біла тура | a8 чорна тура · c8 чорний слон · e8 чорний король · f8 чорний слон · h8 чорна тура · a7 чорний пішак · d7 чорний кінь · e7 чорний кінь · g7 чорний пішак · b6 чорний пішак · c6 чорний пішак · d6 чорний ферзь · f6 чорний пішак · h6 чорний пішак · d5 чорний пішак · e5 чорний пішак · c4 білий пішак · f4 білий пішак · b3 білий пішак · c3 білий кінь · d3 білий пішак · e3 білий пішак · f3 білий кінь · g3 білий пішак · a2 білий пішак · h2 білий пішак · b1 біла тура · c1 білий слон · d1 білий ферзь · e1 білий король · f1 білий слон · g1 біла тура | a8 чорна тура · c8 чорний слон · e8 чорний король · f8 чорний слон · h8 чорна тура · a7 чорний пішак · d7 чорний кінь · e7 чорний кінь · g7 чорний пішак · b6 чорний пішак · c6 чорний пішак · d6 чорний ферзь · f6 чорний пішак · h6 чорний пішак · d5 чорний пішак · e5 чорний пішак · c4 білий пішак · f4 білий пішак · b3 білий пішак · c3 білий кінь · d3 білий пішак · e3 білий пішак · f3 білий кінь · g3 білий пішак · a2 білий пішак · h2 білий пішак · b1 біла тура · c1 білий слон · d1 білий ферзь · e1 білий король · f1 білий слон · g1 біла тура | a8 чорна тура · c8 чорний слон · e8 чорний король · f8 чорний слон · h8 чорна тура · a7 чорний пішак · d7 чорний кінь · e7 чорний кінь · g7 чорний пішак · b6 чорний пішак · c6 чорний пішак · d6 чорний ферзь · f6 чорний пішак · h6 чорний пішак · d5 чорний пішак · e5 чорний пішак · c4 білий пішак · f4 білий пішак · b3 білий пішак · c3 білий кінь · d3 білий пішак · e3 білий пішак · f3 білий кінь · g3 білий пішак · a2 білий пішак · h2 білий пішак · b1 біла тура · c1 білий слон · d1 білий ферзь · e1 білий король · f1 білий слон · g1 біла тура | a8 чорна тура · c8 чорний слон · e8 чорний король · f8 чорний слон · h8 чорна тура · a7 чорний пішак · d7 чорний кінь · e7 чорний кінь · g7 чорний пішак · b6 чорний пішак · c6 чорний пішак · d6 чорний ферзь · f6 чорний пішак · h6 чорний пішак · d5 чорний пішак · e5 чорний пішак · c4 білий пішак · f4 білий пішак · b3 білий пішак · c3 білий кінь · d3 білий пішак · e3 білий пішак · f3 білий кінь · g3 білий пішак · a2 білий пішак · h2 білий пішак · b1 біла тура · c1 білий слон · d1 білий ферзь · e1 білий король · f1 білий слон · g1 біла тура | 3 |
| 2 | a8 чорна тура · c8 чорний слон · e8 чорний король · f8 чорний слон · h8 чорна тура · a7 чорний пішак · d7 чорний кінь · e7 чорний кінь · g7 чорний пішак · b6 чорний пішак · c6 чорний пішак · d6 чорний ферзь · f6 чорний пішак · h6 чорний пішак · d5 чорний пішак · e5 чорний пішак · c4 білий пішак · f4 білий пішак · b3 білий пішак · c3 білий кінь · d3 білий пішак · e3 білий пішак · f3 білий кінь · g3 білий пішак · a2 білий пішак · h2 білий пішак · b1 біла тура · c1 білий слон · d1 білий ферзь · e1 білий король · f1 білий слон · g1 біла тура | a8 чорна тура · c8 чорний слон · e8 чорний король · f8 чорний слон · h8 чорна тура · a7 чорний пішак · d7 чорний кінь · e7 чорний кінь · g7 чорний пішак · b6 чорний пішак · c6 чорний пішак · d6 чорний ферзь · f6 чорний пішак · h6 чорний пішак · d5 чорний пішак · e5 чорний пішак · c4 білий пішак · f4 білий пішак · b3 білий пішак · c3 білий кінь · d3 білий пішак · e3 білий пішак · f3 білий кінь · g3 білий пішак · a2 білий пішак · h2 білий пішак · b1 біла тура · c1 білий слон · d1 білий ферзь · e1 білий король · f1 білий слон · g1 біла тура | a8 чорна тура · c8 чорний слон · e8 чорний король · f8 чорний слон · h8 чорна тура · a7 чорний пішак · d7 чорний кінь · e7 чорний кінь · g7 чорний пішак · b6 чорний пішак · c6 чорний пішак · d6 чорний ферзь · f6 чорний пішак · h6 чорний пішак · d5 чорний пішак · e5 чорний пішак · c4 білий пішак · f4 білий пішак · b3 білий пішак · c3 білий кінь · d3 білий пішак · e3 білий пішак · f3 білий кінь · g3 білий пішак · a2 білий пішак · h2 білий пішак · b1 біла тура · c1 білий слон · d1 білий ферзь · e1 білий король · f1 білий слон · g1 біла тура | a8 чорна тура · c8 чорний слон · e8 чорний король · f8 чорний слон · h8 чорна тура · a7 чорний пішак · d7 чорний кінь · e7 чорний кінь · g7 чорний пішак · b6 чорний пішак · c6 чорний пішак · d6 чорний ферзь · f6 чорний пішак · h6 чорний пішак · d5 чорний пішак · e5 чорний пішак · c4 білий пішак · f4 білий пішак · b3 білий пішак · c3 білий кінь · d3 білий пішак · e3 білий пішак · f3 білий кінь · g3 білий пішак · a2 білий пішак · h2 білий пішак · b1 біла тура · c1 білий слон · d1 білий ферзь · e1 білий король · f1 білий слон · g1 біла тура | a8 чорна тура · c8 чорний слон · e8 чорний король · f8 чорний слон · h8 чорна тура · a7 чорний пішак · d7 чорний кінь · e7 чорний кінь · g7 чорний пішак · b6 чорний пішак · c6 чорний пішак · d6 чорний ферзь · f6 чорний пішак · h6 чорний пішак · d5 чорний пішак · e5 чорний пішак · c4 білий пішак · f4 білий пішак · b3 білий пішак · c3 білий кінь · d3 білий пішак · e3 білий пішак · f3 білий кінь · g3 білий пішак · a2 білий пішак · h2 білий пішак · b1 біла тура · c1 білий слон · d1 білий ферзь · e1 білий король · f1 білий слон · g1 біла тура | a8 чорна тура · c8 чорний слон · e8 чорний король · f8 чорний слон · h8 чорна тура · a7 чорний пішак · d7 чорний кінь · e7 чорний кінь · g7 чорний пішак · b6 чорний пішак · c6 чорний пішак · d6 чорний ферзь · f6 чорний пішак · h6 чорний пішак · d5 чорний пішак · e5 чорний пішак · c4 білий пішак · f4 білий пішак · b3 білий пішак · c3 білий кінь · d3 білий пішак · e3 білий пішак · f3 білий кінь · g3 білий пішак · a2 білий пішак · h2 білий пішак · b1 біла тура · c1 білий слон · d1 білий ферзь · e1 білий король · f1 білий слон · g1 біла тура | a8 чорна тура · c8 чорний слон · e8 чорний король · f8 чорний слон · h8 чорна тура · a7 чорний пішак · d7 чорний кінь · e7 чорний кінь · g7 чорний пішак · b6 чорний пішак · c6 чорний пішак · d6 чорний ферзь · f6 чорний пішак · h6 чорний пішак · d5 чорний пішак · e5 чорний пішак · c4 білий пішак · f4 білий пішак · b3 білий пішак · c3 білий кінь · d3 білий пішак · e3 білий пішак · f3 білий кінь · g3 білий пішак · a2 білий пішак · h2 білий пішак · b1 біла тура · c1 білий слон · d1 білий ферзь · e1 білий король · f1 білий слон · g1 біла тура | a8 чорна тура · c8 чорний слон · e8 чорний король · f8 чорний слон · h8 чорна тура · a7 чорний пішак · d7 чорний кінь · e7 чорний кінь · g7 чорний пішак · b6 чорний пішак · c6 чорний пішак · d6 чорний ферзь · f6 чорний пішак · h6 чорний пішак · d5 чорний пішак · e5 чорний пішак · c4 білий пішак · f4 білий пішак · b3 білий пішак · c3 білий кінь · d3 білий пішак · e3 білий пішак · f3 білий кінь · g3 білий пішак · a2 білий пішак · h2 білий пішак · b1 біла тура · c1 білий слон · d1 білий ферзь · e1 білий король · f1 білий слон · g1 біла тура | 2 |
| 1 | a8 чорна тура · c8 чорний слон · e8 чорний король · f8 чорний слон · h8 чорна тура · a7 чорний пішак · d7 чорний кінь · e7 чорний кінь · g7 чорний пішак · b6 чорний пішак · c6 чорний пішак · d6 чорний ферзь · f6 чорний пішак · h6 чорний пішак · d5 чорний пішак · e5 чорний пішак · c4 білий пішак · f4 білий пішак · b3 білий пішак · c3 білий кінь · d3 білий пішак · e3 білий пішак · f3 білий кінь · g3 білий пішак · a2 білий пішак · h2 білий пішак · b1 біла тура · c1 білий слон · d1 білий ферзь · e1 білий король · f1 білий слон · g1 біла тура | a8 чорна тура · c8 чорний слон · e8 чорний король · f8 чорний слон · h8 чорна тура · a7 чорний пішак · d7 чорний кінь · e7 чорний кінь · g7 чорний пішак · b6 чорний пішак · c6 чорний пішак · d6 чорний ферзь · f6 чорний пішак · h6 чорний пішак · d5 чорний пішак · e5 чорний пішак · c4 білий пішак · f4 білий пішак · b3 білий пішак · c3 білий кінь · d3 білий пішак · e3 білий пішак · f3 білий кінь · g3 білий пішак · a2 білий пішак · h2 білий пішак · b1 біла тура · c1 білий слон · d1 білий ферзь · e1 білий король · f1 білий слон · g1 біла тура | a8 чорна тура · c8 чорний слон · e8 чорний король · f8 чорний слон · h8 чорна тура · a7 чорний пішак · d7 чорний кінь · e7 чорний кінь · g7 чорний пішак · b6 чорний пішак · c6 чорний пішак · d6 чорний ферзь · f6 чорний пішак · h6 чорний пішак · d5 чорний пішак · e5 чорний пішак · c4 білий пішак · f4 білий пішак · b3 білий пішак · c3 білий кінь · d3 білий пішак · e3 білий пішак · f3 білий кінь · g3 білий пішак · a2 білий пішак · h2 білий пішак · b1 біла тура · c1 білий слон · d1 білий ферзь · e1 білий король · f1 білий слон · g1 біла тура | a8 чорна тура · c8 чорний слон · e8 чорний король · f8 чорний слон · h8 чорна тура · a7 чорний пішак · d7 чорний кінь · e7 чорний кінь · g7 чорний пішак · b6 чорний пішак · c6 чорний пішак · d6 чорний ферзь · f6 чорний пішак · h6 чорний пішак · d5 чорний пішак · e5 чорний пішак · c4 білий пішак · f4 білий пішак · b3 білий пішак · c3 білий кінь · d3 білий пішак · e3 білий пішак · f3 білий кінь · g3 білий пішак · a2 білий пішак · h2 білий пішак · b1 біла тура · c1 білий слон · d1 білий ферзь · e1 білий король · f1 білий слон · g1 біла тура | a8 чорна тура · c8 чорний слон · e8 чорний король · f8 чорний слон · h8 чорна тура · a7 чорний пішак · d7 чорний кінь · e7 чорний кінь · g7 чорний пішак · b6 чорний пішак · c6 чорний пішак · d6 чорний ферзь · f6 чорний пішак · h6 чорний пішак · d5 чорний пішак · e5 чорний пішак · c4 білий пішак · f4 білий пішак · b3 білий пішак · c3 білий кінь · d3 білий пішак · e3 білий пішак · f3 білий кінь · g3 білий пішак · a2 білий пішак · h2 білий пішак · b1 біла тура · c1 білий слон · d1 білий ферзь · e1 білий король · f1 білий слон · g1 біла тура | a8 чорна тура · c8 чорний слон · e8 чорний король · f8 чорний слон · h8 чорна тура · a7 чорний пішак · d7 чорний кінь · e7 чорний кінь · g7 чорний пішак · b6 чорний пішак · c6 чорний пішак · d6 чорний ферзь · f6 чорний пішак · h6 чорний пішак · d5 чорний пішак · e5 чорний пішак · c4 білий пішак · f4 білий пішак · b3 білий пішак · c3 білий кінь · d3 білий пішак · e3 білий пішак · f3 білий кінь · g3 білий пішак · a2 білий пішак · h2 білий пішак · b1 біла тура · c1 білий слон · d1 білий ферзь · e1 білий король · f1 білий слон · g1 біла тура | a8 чорна тура · c8 чорний слон · e8 чорний король · f8 чорний слон · h8 чорна тура · a7 чорний пішак · d7 чорний кінь · e7 чорний кінь · g7 чорний пішак · b6 чорний пішак · c6 чорний пішак · d6 чорний ферзь · f6 чорний пішак · h6 чорний пішак · d5 чорний пішак · e5 чорний пішак · c4 білий пішак · f4 білий пішак · b3 білий пішак · c3 білий кінь · d3 білий пішак · e3 білий пішак · f3 білий кінь · g3 білий пішак · a2 білий пішак · h2 білий пішак · b1 біла тура · c1 білий слон · d1 білий ферзь · e1 білий король · f1 білий слон · g1 біла тура | a8 чорна тура · c8 чорний слон · e8 чорний король · f8 чорний слон · h8 чорна тура · a7 чорний пішак · d7 чорний кінь · e7 чорний кінь · g7 чорний пішак · b6 чорний пішак · c6 чорний пішак · d6 чорний ферзь · f6 чорний пішак · h6 чорний пішак · d5 чорний пішак · e5 чорний пішак · c4 білий пішак · f4 білий пішак · b3 білий пішак · c3 білий кінь · d3 білий пішак · e3 білий пішак · f3 білий кінь · g3 білий пішак · a2 білий пішак · h2 білий пішак · b1 біла тура · c1 білий слон · d1 білий ферзь · e1 білий король · f1 білий слон · g1 біла тура | 1 |
|   | a | b | c | d | e | f | g | h |   |

|   | a | b | c | d | e | f | g | h |   |
| 8 | a8 чорна тура · d8 чорний ферзь · e8 чорний король · h8 чорна тура · b7 чорний слон · d7 чорний кінь · f7 чорний пішак · g7 чорний слон · a6 чорний пішак · c6 чорний пішак · d6 білий слон · e6 чорний пішак · h6 чорний пішак · b5 чорний пішак · g5 чорний пішак · c4 чорний пішак · d4 білий пішак · e4 білий пішак · c3 білий кінь · a2 білий пішак · b2 білий пішак · e2 білий слон · f2 білий пішак · g2 білий пішак · h2 білий пішак · a1 біла тура · d1 білий ферзь · f1 біла тура · g1 білий король | a8 чорна тура · d8 чорний ферзь · e8 чорний король · h8 чорна тура · b7 чорний слон · d7 чорний кінь · f7 чорний пішак · g7 чорний слон · a6 чорний пішак · c6 чорний пішак · d6 білий слон · e6 чорний пішак · h6 чорний пішак · b5 чорний пішак · g5 чорний пішак · c4 чорний пішак · d4 білий пішак · e4 білий пішак · c3 білий кінь · a2 білий пішак · b2 білий пішак · e2 білий слон · f2 білий пішак · g2 білий пішак · h2 білий пішак · a1 біла тура · d1 білий ферзь · f1 біла тура · g1 білий король | a8 чорна тура · d8 чорний ферзь · e8 чорний король · h8 чорна тура · b7 чорний слон · d7 чорний кінь · f7 чорний пішак · g7 чорний слон · a6 чорний пішак · c6 чорний пішак · d6 білий слон · e6 чорний пішак · h6 чорний пішак · b5 чорний пішак · g5 чорний пішак · c4 чорний пішак · d4 білий пішак · e4 білий пішак · c3 білий кінь · a2 білий пішак · b2 білий пішак · e2 білий слон · f2 білий пішак · g2 білий пішак · h2 білий пішак · a1 біла тура · d1 білий ферзь · f1 біла тура · g1 білий король | a8 чорна тура · d8 чорний ферзь · e8 чорний король · h8 чорна тура · b7 чорний слон · d7 чорний кінь · f7 чорний пішак · g7 чорний слон · a6 чорний пішак · c6 чорний пішак · d6 білий слон · e6 чорний пішак · h6 чорний пішак · b5 чорний пішак · g5 чорний пішак · c4 чорний пішак · d4 білий пішак · e4 білий пішак · c3 білий кінь · a2 білий пішак · b2 білий пішак · e2 білий слон · f2 білий пішак · g2 білий пішак · h2 білий пішак · a1 біла тура · d1 білий ферзь · f1 біла тура · g1 білий король | a8 чорна тура · d8 чорний ферзь · e8 чорний король · h8 чорна тура · b7 чорний слон · d7 чорний кінь · f7 чорний пішак · g7 чорний слон · a6 чорний пішак · c6 чорний пішак · d6 білий слон · e6 чорний пішак · h6 чорний пішак · b5 чорний пішак · g5 чорний пішак · c4 чорний пішак · d4 білий пішак · e4 білий пішак · c3 білий кінь · a2 білий пішак · b2 білий пішак · e2 білий слон · f2 білий пішак · g2 білий пішак · h2 білий пішак · a1 біла тура · d1 білий ферзь · f1 біла тура · g1 білий король | a8 чорна тура · d8 чорний ферзь · e8 чорний король · h8 чорна тура · b7 чорний слон · d7 чорний кінь · f7 чорний пішак · g7 чорний слон · a6 чорний пішак · c6 чорний пішак · d6 білий слон · e6 чорний пішак · h6 чорний пішак · b5 чорний пішак · g5 чорний пішак · c4 чорний пішак · d4 білий пішак · e4 білий пішак · c3 білий кінь · a2 білий пішак · b2 білий пішак · e2 білий слон · f2 білий пішак · g2 білий пішак · h2 білий пішак · a1 біла тура · d1 білий ферзь · f1 біла тура · g1 білий король | a8 чорна тура · d8 чорний ферзь · e8 чорний король · h8 чорна тура · b7 чорний слон · d7 чорний кінь · f7 чорний пішак · g7 чорний слон · a6 чорний пішак · c6 чорний пішак · d6 білий слон · e6 чорний пішак · h6 чорний пішак · b5 чорний пішак · g5 чорний пішак · c4 чорний пішак · d4 білий пішак · e4 білий пішак · c3 білий кінь · a2 білий пішак · b2 білий пішак · e2 білий слон · f2 білий пішак · g2 білий пішак · h2 білий пішак · a1 біла тура · d1 білий ферзь · f1 біла тура · g1 білий король | a8 чорна тура · d8 чорний ферзь · e8 чорний король · h8 чорна тура · b7 чорний слон · d7 чорний кінь · f7 чорний пішак · g7 чорний слон · a6 чорний пішак · c6 чорний пішак · d6 білий слон · e6 чорний пішак · h6 чорний пішак · b5 чорний пішак · g5 чорний пішак · c4 чорний пішак · d4 білий пішак · e4 білий пішак · c3 білий кінь · a2 білий пішак · b2 білий пішак · e2 білий слон · f2 білий пішак · g2 білий пішак · h2 білий пішак · a1 біла тура · d1 білий ферзь · f1 біла тура · g1 білий король | 8 |
| 7 | a8 чорна тура · d8 чорний ферзь · e8 чорний король · h8 чорна тура · b7 чорний слон · d7 чорний кінь · f7 чорний пішак · g7 чорний слон · a6 чорний пішак · c6 чорний пішак · d6 білий слон · e6 чорний пішак · h6 чорний пішак · b5 чорний пішак · g5 чорний пішак · c4 чорний пішак · d4 білий пішак · e4 білий пішак · c3 білий кінь · a2 білий пішак · b2 білий пішак · e2 білий слон · f2 білий пішак · g2 білий пішак · h2 білий пішак · a1 біла тура · d1 білий ферзь · f1 біла тура · g1 білий король | a8 чорна тура · d8 чорний ферзь · e8 чорний король · h8 чорна тура · b7 чорний слон · d7 чорний кінь · f7 чорний пішак · g7 чорний слон · a6 чорний пішак · c6 чорний пішак · d6 білий слон · e6 чорний пішак · h6 чорний пішак · b5 чорний пішак · g5 чорний пішак · c4 чорний пішак · d4 білий пішак · e4 білий пішак · c3 білий кінь · a2 білий пішак · b2 білий пішак · e2 білий слон · f2 білий пішак · g2 білий пішак · h2 білий пішак · a1 біла тура · d1 білий ферзь · f1 біла тура · g1 білий король | a8 чорна тура · d8 чорний ферзь · e8 чорний король · h8 чорна тура · b7 чорний слон · d7 чорний кінь · f7 чорний пішак · g7 чорний слон · a6 чорний пішак · c6 чорний пішак · d6 білий слон · e6 чорний пішак · h6 чорний пішак · b5 чорний пішак · g5 чорний пішак · c4 чорний пішак · d4 білий пішак · e4 білий пішак · c3 білий кінь · a2 білий пішак · b2 білий пішак · e2 білий слон · f2 білий пішак · g2 білий пішак · h2 білий пішак · a1 біла тура · d1 білий ферзь · f1 біла тура · g1 білий король | a8 чорна тура · d8 чорний ферзь · e8 чорний король · h8 чорна тура · b7 чорний слон · d7 чорний кінь · f7 чорний пішак · g7 чорний слон · a6 чорний пішак · c6 чорний пішак · d6 білий слон · e6 чорний пішак · h6 чорний пішак · b5 чорний пішак · g5 чорний пішак · c4 чорний пішак · d4 білий пішак · e4 білий пішак · c3 білий кінь · a2 білий пішак · b2 білий пішак · e2 білий слон · f2 білий пішак · g2 білий пішак · h2 білий пішак · a1 біла тура · d1 білий ферзь · f1 біла тура · g1 білий король | a8 чорна тура · d8 чорний ферзь · e8 чорний король · h8 чорна тура · b7 чорний слон · d7 чорний кінь · f7 чорний пішак · g7 чорний слон · a6 чорний пішак · c6 чорний пішак · d6 білий слон · e6 чорний пішак · h6 чорний пішак · b5 чорний пішак · g5 чорний пішак · c4 чорний пішак · d4 білий пішак · e4 білий пішак · c3 білий кінь · a2 білий пішак · b2 білий пішак · e2 білий слон · f2 білий пішак · g2 білий пішак · h2 білий пішак · a1 біла тура · d1 білий ферзь · f1 біла тура · g1 білий король | a8 чорна тура · d8 чорний ферзь · e8 чорний король · h8 чорна тура · b7 чорний слон · d7 чорний кінь · f7 чорний пішак · g7 чорний слон · a6 чорний пішак · c6 чорний пішак · d6 білий слон · e6 чорний пішак · h6 чорний пішак · b5 чорний пішак · g5 чорний пішак · c4 чорний пішак · d4 білий пішак · e4 білий пішак · c3 білий кінь · a2 білий пішак · b2 білий пішак · e2 білий слон · f2 білий пішак · g2 білий пішак · h2 білий пішак · a1 біла тура · d1 білий ферзь · f1 біла тура · g1 білий король | a8 чорна тура · d8 чорний ферзь · e8 чорний король · h8 чорна тура · b7 чорний слон · d7 чорний кінь · f7 чорний пішак · g7 чорний слон · a6 чорний пішак · c6 чорний пішак · d6 білий слон · e6 чорний пішак · h6 чорний пішак · b5 чорний пішак · g5 чорний пішак · c4 чорний пішак · d4 білий пішак · e4 білий пішак · c3 білий кінь · a2 білий пішак · b2 білий пішак · e2 білий слон · f2 білий пішак · g2 білий пішак · h2 білий пішак · a1 біла тура · d1 білий ферзь · f1 біла тура · g1 білий король | a8 чорна тура · d8 чорний ферзь · e8 чорний король · h8 чорна тура · b7 чорний слон · d7 чорний кінь · f7 чорний пішак · g7 чорний слон · a6 чорний пішак · c6 чорний пішак · d6 білий слон · e6 чорний пішак · h6 чорний пішак · b5 чорний пішак · g5 чорний пішак · c4 чорний пішак · d4 білий пішак · e4 білий пішак · c3 білий кінь · a2 білий пішак · b2 білий пішак · e2 білий слон · f2 білий пішак · g2 білий пішак · h2 білий пішак · a1 біла тура · d1 білий ферзь · f1 біла тура · g1 білий король | 7 |
| 6 | a8 чорна тура · d8 чорний ферзь · e8 чорний король · h8 чорна тура · b7 чорний слон · d7 чорний кінь · f7 чорний пішак · g7 чорний слон · a6 чорний пішак · c6 чорний пішак · d6 білий слон · e6 чорний пішак · h6 чорний пішак · b5 чорний пішак · g5 чорний пішак · c4 чорний пішак · d4 білий пішак · e4 білий пішак · c3 білий кінь · a2 білий пішак · b2 білий пішак · e2 білий слон · f2 білий пішак · g2 білий пішак · h2 білий пішак · a1 біла тура · d1 білий ферзь · f1 біла тура · g1 білий король | a8 чорна тура · d8 чорний ферзь · e8 чорний король · h8 чорна тура · b7 чорний слон · d7 чорний кінь · f7 чорний пішак · g7 чорний слон · a6 чорний пішак · c6 чорний пішак · d6 білий слон · e6 чорний пішак · h6 чорний пішак · b5 чорний пішак · g5 чорний пішак · c4 чорний пішак · d4 білий пішак · e4 білий пішак · c3 білий кінь · a2 білий пішак · b2 білий пішак · e2 білий слон · f2 білий пішак · g2 білий пішак · h2 білий пішак · a1 біла тура · d1 білий ферзь · f1 біла тура · g1 білий король | a8 чорна тура · d8 чорний ферзь · e8 чорний король · h8 чорна тура · b7 чорний слон · d7 чорний кінь · f7 чорний пішак · g7 чорний слон · a6 чорний пішак · c6 чорний пішак · d6 білий слон · e6 чорний пішак · h6 чорний пішак · b5 чорний пішак · g5 чорний пішак · c4 чорний пішак · d4 білий пішак · e4 білий пішак · c3 білий кінь · a2 білий пішак · b2 білий пішак · e2 білий слон · f2 білий пішак · g2 білий пішак · h2 білий пішак · a1 біла тура · d1 білий ферзь · f1 біла тура · g1 білий король | a8 чорна тура · d8 чорний ферзь · e8 чорний король · h8 чорна тура · b7 чорний слон · d7 чорний кінь · f7 чорний пішак · g7 чорний слон · a6 чорний пішак · c6 чорний пішак · d6 білий слон · e6 чорний пішак · h6 чорний пішак · b5 чорний пішак · g5 чорний пішак · c4 чорний пішак · d4 білий пішак · e4 білий пішак · c3 білий кінь · a2 білий пішак · b2 білий пішак · e2 білий слон · f2 білий пішак · g2 білий пішак · h2 білий пішак · a1 біла тура · d1 білий ферзь · f1 біла тура · g1 білий король | a8 чорна тура · d8 чорний ферзь · e8 чорний король · h8 чорна тура · b7 чорний слон · d7 чорний кінь · f7 чорний пішак · g7 чорний слон · a6 чорний пішак · c6 чорний пішак · d6 білий слон · e6 чорний пішак · h6 чорний пішак · b5 чорний пішак · g5 чорний пішак · c4 чорний пішак · d4 білий пішак · e4 білий пішак · c3 білий кінь · a2 білий пішак · b2 білий пішак · e2 білий слон · f2 білий пішак · g2 білий пішак · h2 білий пішак · a1 біла тура · d1 білий ферзь · f1 біла тура · g1 білий король | a8 чорна тура · d8 чорний ферзь · e8 чорний король · h8 чорна тура · b7 чорний слон · d7 чорний кінь · f7 чорний пішак · g7 чорний слон · a6 чорний пішак · c6 чорний пішак · d6 білий слон · e6 чорний пішак · h6 чорний пішак · b5 чорний пішак · g5 чорний пішак · c4 чорний пішак · d4 білий пішак · e4 білий пішак · c3 білий кінь · a2 білий пішак · b2 білий пішак · e2 білий слон · f2 білий пішак · g2 білий пішак · h2 білий пішак · a1 біла тура · d1 білий ферзь · f1 біла тура · g1 білий король | a8 чорна тура · d8 чорний ферзь · e8 чорний король · h8 чорна тура · b7 чорний слон · d7 чорний кінь · f7 чорний пішак · g7 чорний слон · a6 чорний пішак · c6 чорний пішак · d6 білий слон · e6 чорний пішак · h6 чорний пішак · b5 чорний пішак · g5 чорний пішак · c4 чорний пішак · d4 білий пішак · e4 білий пішак · c3 білий кінь · a2 білий пішак · b2 білий пішак · e2 білий слон · f2 білий пішак · g2 білий пішак · h2 білий пішак · a1 біла тура · d1 білий ферзь · f1 біла тура · g1 білий король | a8 чорна тура · d8 чорний ферзь · e8 чорний король · h8 чорна тура · b7 чорний слон · d7 чорний кінь · f7 чорний пішак · g7 чорний слон · a6 чорний пішак · c6 чорний пішак · d6 білий слон · e6 чорний пішак · h6 чорний пішак · b5 чорний пішак · g5 чорний пішак · c4 чорний пішак · d4 білий пішак · e4 білий пішак · c3 білий кінь · a2 білий пішак · b2 білий пішак · e2 білий слон · f2 білий пішак · g2 білий пішак · h2 білий пішак · a1 біла тура · d1 білий ферзь · f1 біла тура · g1 білий король | 6 |
| 5 | a8 чорна тура · d8 чорний ферзь · e8 чорний король · h8 чорна тура · b7 чорний слон · d7 чорний кінь · f7 чорний пішак · g7 чорний слон · a6 чорний пішак · c6 чорний пішак · d6 білий слон · e6 чорний пішак · h6 чорний пішак · b5 чорний пішак · g5 чорний пішак · c4 чорний пішак · d4 білий пішак · e4 білий пішак · c3 білий кінь · a2 білий пішак · b2 білий пішак · e2 білий слон · f2 білий пішак · g2 білий пішак · h2 білий пішак · a1 біла тура · d1 білий ферзь · f1 біла тура · g1 білий король | a8 чорна тура · d8 чорний ферзь · e8 чорний король · h8 чорна тура · b7 чорний слон · d7 чорний кінь · f7 чорний пішак · g7 чорний слон · a6 чорний пішак · c6 чорний пішак · d6 білий слон · e6 чорний пішак · h6 чорний пішак · b5 чорний пішак · g5 чорний пішак · c4 чорний пішак · d4 білий пішак · e4 білий пішак · c3 білий кінь · a2 білий пішак · b2 білий пішак · e2 білий слон · f2 білий пішак · g2 білий пішак · h2 білий пішак · a1 біла тура · d1 білий ферзь · f1 біла тура · g1 білий король | a8 чорна тура · d8 чорний ферзь · e8 чорний король · h8 чорна тура · b7 чорний слон · d7 чорний кінь · f7 чорний пішак · g7 чорний слон · a6 чорний пішак · c6 чорний пішак · d6 білий слон · e6 чорний пішак · h6 чорний пішак · b5 чорний пішак · g5 чорний пішак · c4 чорний пішак · d4 білий пішак · e4 білий пішак · c3 білий кінь · a2 білий пішак · b2 білий пішак · e2 білий слон · f2 білий пішак · g2 білий пішак · h2 білий пішак · a1 біла тура · d1 білий ферзь · f1 біла тура · g1 білий король | a8 чорна тура · d8 чорний ферзь · e8 чорний король · h8 чорна тура · b7 чорний слон · d7 чорний кінь · f7 чорний пішак · g7 чорний слон · a6 чорний пішак · c6 чорний пішак · d6 білий слон · e6 чорний пішак · h6 чорний пішак · b5 чорний пішак · g5 чорний пішак · c4 чорний пішак · d4 білий пішак · e4 білий пішак · c3 білий кінь · a2 білий пішак · b2 білий пішак · e2 білий слон · f2 білий пішак · g2 білий пішак · h2 білий пішак · a1 біла тура · d1 білий ферзь · f1 біла тура · g1 білий король | a8 чорна тура · d8 чорний ферзь · e8 чорний король · h8 чорна тура · b7 чорний слон · d7 чорний кінь · f7 чорний пішак · g7 чорний слон · a6 чорний пішак · c6 чорний пішак · d6 білий слон · e6 чорний пішак · h6 чорний пішак · b5 чорний пішак · g5 чорний пішак · c4 чорний пішак · d4 білий пішак · e4 білий пішак · c3 білий кінь · a2 білий пішак · b2 білий пішак · e2 білий слон · f2 білий пішак · g2 білий пішак · h2 білий пішак · a1 біла тура · d1 білий ферзь · f1 біла тура · g1 білий король | a8 чорна тура · d8 чорний ферзь · e8 чорний король · h8 чорна тура · b7 чорний слон · d7 чорний кінь · f7 чорний пішак · g7 чорний слон · a6 чорний пішак · c6 чорний пішак · d6 білий слон · e6 чорний пішак · h6 чорний пішак · b5 чорний пішак · g5 чорний пішак · c4 чорний пішак · d4 білий пішак · e4 білий пішак · c3 білий кінь · a2 білий пішак · b2 білий пішак · e2 білий слон · f2 білий пішак · g2 білий пішак · h2 білий пішак · a1 біла тура · d1 білий ферзь · f1 біла тура · g1 білий король | a8 чорна тура · d8 чорний ферзь · e8 чорний король · h8 чорна тура · b7 чорний слон · d7 чорний кінь · f7 чорний пішак · g7 чорний слон · a6 чорний пішак · c6 чорний пішак · d6 білий слон · e6 чорний пішак · h6 чорний пішак · b5 чорний пішак · g5 чорний пішак · c4 чорний пішак · d4 білий пішак · e4 білий пішак · c3 білий кінь · a2 білий пішак · b2 білий пішак · e2 білий слон · f2 білий пішак · g2 білий пішак · h2 білий пішак · a1 біла тура · d1 білий ферзь · f1 біла тура · g1 білий король | a8 чорна тура · d8 чорний ферзь · e8 чорний король · h8 чорна тура · b7 чорний слон · d7 чорний кінь · f7 чорний пішак · g7 чорний слон · a6 чорний пішак · c6 чорний пішак · d6 білий слон · e6 чорний пішак · h6 чорний пішак · b5 чорний пішак · g5 чорний пішак · c4 чорний пішак · d4 білий пішак · e4 білий пішак · c3 білий кінь · a2 білий пішак · b2 білий пішак · e2 білий слон · f2 білий пішак · g2 білий пішак · h2 білий пішак · a1 біла тура · d1 білий ферзь · f1 біла тура · g1 білий король | 5 |
| 4 | a8 чорна тура · d8 чорний ферзь · e8 чорний король · h8 чорна тура · b7 чорний слон · d7 чорний кінь · f7 чорний пішак · g7 чорний слон · a6 чорний пішак · c6 чорний пішак · d6 білий слон · e6 чорний пішак · h6 чорний пішак · b5 чорний пішак · g5 чорний пішак · c4 чорний пішак · d4 білий пішак · e4 білий пішак · c3 білий кінь · a2 білий пішак · b2 білий пішак · e2 білий слон · f2 білий пішак · g2 білий пішак · h2 білий пішак · a1 біла тура · d1 білий ферзь · f1 біла тура · g1 білий король | a8 чорна тура · d8 чорний ферзь · e8 чорний король · h8 чорна тура · b7 чорний слон · d7 чорний кінь · f7 чорний пішак · g7 чорний слон · a6 чорний пішак · c6 чорний пішак · d6 білий слон · e6 чорний пішак · h6 чорний пішак · b5 чорний пішак · g5 чорний пішак · c4 чорний пішак · d4 білий пішак · e4 білий пішак · c3 білий кінь · a2 білий пішак · b2 білий пішак · e2 білий слон · f2 білий пішак · g2 білий пішак · h2 білий пішак · a1 біла тура · d1 білий ферзь · f1 біла тура · g1 білий король | a8 чорна тура · d8 чорний ферзь · e8 чорний король · h8 чорна тура · b7 чорний слон · d7 чорний кінь · f7 чорний пішак · g7 чорний слон · a6 чорний пішак · c6 чорний пішак · d6 білий слон · e6 чорний пішак · h6 чорний пішак · b5 чорний пішак · g5 чорний пішак · c4 чорний пішак · d4 білий пішак · e4 білий пішак · c3 білий кінь · a2 білий пішак · b2 білий пішак · e2 білий слон · f2 білий пішак · g2 білий пішак · h2 білий пішак · a1 біла тура · d1 білий ферзь · f1 біла тура · g1 білий король | a8 чорна тура · d8 чорний ферзь · e8 чорний король · h8 чорна тура · b7 чорний слон · d7 чорний кінь · f7 чорний пішак · g7 чорний слон · a6 чорний пішак · c6 чорний пішак · d6 білий слон · e6 чорний пішак · h6 чорний пішак · b5 чорний пішак · g5 чорний пішак · c4 чорний пішак · d4 білий пішак · e4 білий пішак · c3 білий кінь · a2 білий пішак · b2 білий пішак · e2 білий слон · f2 білий пішак · g2 білий пішак · h2 білий пішак · a1 біла тура · d1 білий ферзь · f1 біла тура · g1 білий король | a8 чорна тура · d8 чорний ферзь · e8 чорний король · h8 чорна тура · b7 чорний слон · d7 чорний кінь · f7 чорний пішак · g7 чорний слон · a6 чорний пішак · c6 чорний пішак · d6 білий слон · e6 чорний пішак · h6 чорний пішак · b5 чорний пішак · g5 чорний пішак · c4 чорний пішак · d4 білий пішак · e4 білий пішак · c3 білий кінь · a2 білий пішак · b2 білий пішак · e2 білий слон · f2 білий пішак · g2 білий пішак · h2 білий пішак · a1 біла тура · d1 білий ферзь · f1 біла тура · g1 білий король | a8 чорна тура · d8 чорний ферзь · e8 чорний король · h8 чорна тура · b7 чорний слон · d7 чорний кінь · f7 чорний пішак · g7 чорний слон · a6 чорний пішак · c6 чорний пішак · d6 білий слон · e6 чорний пішак · h6 чорний пішак · b5 чорний пішак · g5 чорний пішак · c4 чорний пішак · d4 білий пішак · e4 білий пішак · c3 білий кінь · a2 білий пішак · b2 білий пішак · e2 білий слон · f2 білий пішак · g2 білий пішак · h2 білий пішак · a1 біла тура · d1 білий ферзь · f1 біла тура · g1 білий король | a8 чорна тура · d8 чорний ферзь · e8 чорний король · h8 чорна тура · b7 чорний слон · d7 чорний кінь · f7 чорний пішак · g7 чорний слон · a6 чорний пішак · c6 чорний пішак · d6 білий слон · e6 чорний пішак · h6 чорний пішак · b5 чорний пішак · g5 чорний пішак · c4 чорний пішак · d4 білий пішак · e4 білий пішак · c3 білий кінь · a2 білий пішак · b2 білий пішак · e2 білий слон · f2 білий пішак · g2 білий пішак · h2 білий пішак · a1 біла тура · d1 білий ферзь · f1 біла тура · g1 білий король | a8 чорна тура · d8 чорний ферзь · e8 чорний король · h8 чорна тура · b7 чорний слон · d7 чорний кінь · f7 чорний пішак · g7 чорний слон · a6 чорний пішак · c6 чорний пішак · d6 білий слон · e6 чорний пішак · h6 чорний пішак · b5 чорний пішак · g5 чорний пішак · c4 чорний пішак · d4 білий пішак · e4 білий пішак · c3 білий кінь · a2 білий пішак · b2 білий пішак · e2 білий слон · f2 білий пішак · g2 білий пішак · h2 білий пішак · a1 біла тура · d1 білий ферзь · f1 біла тура · g1 білий король | 4 |
| 3 | a8 чорна тура · d8 чорний ферзь · e8 чорний король · h8 чорна тура · b7 чорний слон · d7 чорний кінь · f7 чорний пішак · g7 чорний слон · a6 чорний пішак · c6 чорний пішак · d6 білий слон · e6 чорний пішак · h6 чорний пішак · b5 чорний пішак · g5 чорний пішак · c4 чорний пішак · d4 білий пішак · e4 білий пішак · c3 білий кінь · a2 білий пішак · b2 білий пішак · e2 білий слон · f2 білий пішак · g2 білий пішак · h2 білий пішак · a1 біла тура · d1 білий ферзь · f1 біла тура · g1 білий король | a8 чорна тура · d8 чорний ферзь · e8 чорний король · h8 чорна тура · b7 чорний слон · d7 чорний кінь · f7 чорний пішак · g7 чорний слон · a6 чорний пішак · c6 чорний пішак · d6 білий слон · e6 чорний пішак · h6 чорний пішак · b5 чорний пішак · g5 чорний пішак · c4 чорний пішак · d4 білий пішак · e4 білий пішак · c3 білий кінь · a2 білий пішак · b2 білий пішак · e2 білий слон · f2 білий пішак · g2 білий пішак · h2 білий пішак · a1 біла тура · d1 білий ферзь · f1 біла тура · g1 білий король | a8 чорна тура · d8 чорний ферзь · e8 чорний король · h8 чорна тура · b7 чорний слон · d7 чорний кінь · f7 чорний пішак · g7 чорний слон · a6 чорний пішак · c6 чорний пішак · d6 білий слон · e6 чорний пішак · h6 чорний пішак · b5 чорний пішак · g5 чорний пішак · c4 чорний пішак · d4 білий пішак · e4 білий пішак · c3 білий кінь · a2 білий пішак · b2 білий пішак · e2 білий слон · f2 білий пішак · g2 білий пішак · h2 білий пішак · a1 біла тура · d1 білий ферзь · f1 біла тура · g1 білий король | a8 чорна тура · d8 чорний ферзь · e8 чорний король · h8 чорна тура · b7 чорний слон · d7 чорний кінь · f7 чорний пішак · g7 чорний слон · a6 чорний пішак · c6 чорний пішак · d6 білий слон · e6 чорний пішак · h6 чорний пішак · b5 чорний пішак · g5 чорний пішак · c4 чорний пішак · d4 білий пішак · e4 білий пішак · c3 білий кінь · a2 білий пішак · b2 білий пішак · e2 білий слон · f2 білий пішак · g2 білий пішак · h2 білий пішак · a1 біла тура · d1 білий ферзь · f1 біла тура · g1 білий король | a8 чорна тура · d8 чорний ферзь · e8 чорний король · h8 чорна тура · b7 чорний слон · d7 чорний кінь · f7 чорний пішак · g7 чорний слон · a6 чорний пішак · c6 чорний пішак · d6 білий слон · e6 чорний пішак · h6 чорний пішак · b5 чорний пішак · g5 чорний пішак · c4 чорний пішак · d4 білий пішак · e4 білий пішак · c3 білий кінь · a2 білий пішак · b2 білий пішак · e2 білий слон · f2 білий пішак · g2 білий пішак · h2 білий пішак · a1 біла тура · d1 білий ферзь · f1 біла тура · g1 білий король | a8 чорна тура · d8 чорний ферзь · e8 чорний король · h8 чорна тура · b7 чорний слон · d7 чорний кінь · f7 чорний пішак · g7 чорний слон · a6 чорний пішак · c6 чорний пішак · d6 білий слон · e6 чорний пішак · h6 чорний пішак · b5 чорний пішак · g5 чорний пішак · c4 чорний пішак · d4 білий пішак · e4 білий пішак · c3 білий кінь · a2 білий пішак · b2 білий пішак · e2 білий слон · f2 білий пішак · g2 білий пішак · h2 білий пішак · a1 біла тура · d1 білий ферзь · f1 біла тура · g1 білий король | a8 чорна тура · d8 чорний ферзь · e8 чорний король · h8 чорна тура · b7 чорний слон · d7 чорний кінь · f7 чорний пішак · g7 чорний слон · a6 чорний пішак · c6 чорний пішак · d6 білий слон · e6 чорний пішак · h6 чорний пішак · b5 чорний пішак · g5 чорний пішак · c4 чорний пішак · d4 білий пішак · e4 білий пішак · c3 білий кінь · a2 білий пішак · b2 білий пішак · e2 білий слон · f2 білий пішак · g2 білий пішак · h2 білий пішак · a1 біла тура · d1 білий ферзь · f1 біла тура · g1 білий король | a8 чорна тура · d8 чорний ферзь · e8 чорний король · h8 чорна тура · b7 чорний слон · d7 чорний кінь · f7 чорний пішак · g7 чорний слон · a6 чорний пішак · c6 чорний пішак · d6 білий слон · e6 чорний пішак · h6 чорний пішак · b5 чорний пішак · g5 чорний пішак · c4 чорний пішак · d4 білий пішак · e4 білий пішак · c3 білий кінь · a2 білий пішак · b2 білий пішак · e2 білий слон · f2 білий пішак · g2 білий пішак · h2 білий пішак · a1 біла тура · d1 білий ферзь · f1 біла тура · g1 білий король | 3 |
| 2 | a8 чорна тура · d8 чорний ферзь · e8 чорний король · h8 чорна тура · b7 чорний слон · d7 чорний кінь · f7 чорний пішак · g7 чорний слон · a6 чорний пішак · c6 чорний пішак · d6 білий слон · e6 чорний пішак · h6 чорний пішак · b5 чорний пішак · g5 чорний пішак · c4 чорний пішак · d4 білий пішак · e4 білий пішак · c3 білий кінь · a2 білий пішак · b2 білий пішак · e2 білий слон · f2 білий пішак · g2 білий пішак · h2 білий пішак · a1 біла тура · d1 білий ферзь · f1 біла тура · g1 білий король | a8 чорна тура · d8 чорний ферзь · e8 чорний король · h8 чорна тура · b7 чорний слон · d7 чорний кінь · f7 чорний пішак · g7 чорний слон · a6 чорний пішак · c6 чорний пішак · d6 білий слон · e6 чорний пішак · h6 чорний пішак · b5 чорний пішак · g5 чорний пішак · c4 чорний пішак · d4 білий пішак · e4 білий пішак · c3 білий кінь · a2 білий пішак · b2 білий пішак · e2 білий слон · f2 білий пішак · g2 білий пішак · h2 білий пішак · a1 біла тура · d1 білий ферзь · f1 біла тура · g1 білий король | a8 чорна тура · d8 чорний ферзь · e8 чорний король · h8 чорна тура · b7 чорний слон · d7 чорний кінь · f7 чорний пішак · g7 чорний слон · a6 чорний пішак · c6 чорний пішак · d6 білий слон · e6 чорний пішак · h6 чорний пішак · b5 чорний пішак · g5 чорний пішак · c4 чорний пішак · d4 білий пішак · e4 білий пішак · c3 білий кінь · a2 білий пішак · b2 білий пішак · e2 білий слон · f2 білий пішак · g2 білий пішак · h2 білий пішак · a1 біла тура · d1 білий ферзь · f1 біла тура · g1 білий король | a8 чорна тура · d8 чорний ферзь · e8 чорний король · h8 чорна тура · b7 чорний слон · d7 чорний кінь · f7 чорний пішак · g7 чорний слон · a6 чорний пішак · c6 чорний пішак · d6 білий слон · e6 чорний пішак · h6 чорний пішак · b5 чорний пішак · g5 чорний пішак · c4 чорний пішак · d4 білий пішак · e4 білий пішак · c3 білий кінь · a2 білий пішак · b2 білий пішак · e2 білий слон · f2 білий пішак · g2 білий пішак · h2 білий пішак · a1 біла тура · d1 білий ферзь · f1 біла тура · g1 білий король | a8 чорна тура · d8 чорний ферзь · e8 чорний король · h8 чорна тура · b7 чорний слон · d7 чорний кінь · f7 чорний пішак · g7 чорний слон · a6 чорний пішак · c6 чорний пішак · d6 білий слон · e6 чорний пішак · h6 чорний пішак · b5 чорний пішак · g5 чорний пішак · c4 чорний пішак · d4 білий пішак · e4 білий пішак · c3 білий кінь · a2 білий пішак · b2 білий пішак · e2 білий слон · f2 білий пішак · g2 білий пішак · h2 білий пішак · a1 біла тура · d1 білий ферзь · f1 біла тура · g1 білий король | a8 чорна тура · d8 чорний ферзь · e8 чорний король · h8 чорна тура · b7 чорний слон · d7 чорний кінь · f7 чорний пішак · g7 чорний слон · a6 чорний пішак · c6 чорний пішак · d6 білий слон · e6 чорний пішак · h6 чорний пішак · b5 чорний пішак · g5 чорний пішак · c4 чорний пішак · d4 білий пішак · e4 білий пішак · c3 білий кінь · a2 білий пішак · b2 білий пішак · e2 білий слон · f2 білий пішак · g2 білий пішак · h2 білий пішак · a1 біла тура · d1 білий ферзь · f1 біла тура · g1 білий король | a8 чорна тура · d8 чорний ферзь · e8 чорний король · h8 чорна тура · b7 чорний слон · d7 чорний кінь · f7 чорний пішак · g7 чорний слон · a6 чорний пішак · c6 чорний пішак · d6 білий слон · e6 чорний пішак · h6 чорний пішак · b5 чорний пішак · g5 чорний пішак · c4 чорний пішак · d4 білий пішак · e4 білий пішак · c3 білий кінь · a2 білий пішак · b2 білий пішак · e2 білий слон · f2 білий пішак · g2 білий пішак · h2 білий пішак · a1 біла тура · d1 білий ферзь · f1 біла тура · g1 білий король | a8 чорна тура · d8 чорний ферзь · e8 чорний король · h8 чорна тура · b7 чорний слон · d7 чорний кінь · f7 чорний пішак · g7 чорний слон · a6 чорний пішак · c6 чорний пішак · d6 білий слон · e6 чорний пішак · h6 чорний пішак · b5 чорний пішак · g5 чорний пішак · c4 чорний пішак · d4 білий пішак · e4 білий пішак · c3 білий кінь · a2 білий пішак · b2 білий пішак · e2 білий слон · f2 білий пішак · g2 білий пішак · h2 білий пішак · a1 біла тура · d1 білий ферзь · f1 біла тура · g1 білий король | 2 |
| 1 | a8 чорна тура · d8 чорний ферзь · e8 чорний король · h8 чорна тура · b7 чорний слон · d7 чорний кінь · f7 чорний пішак · g7 чорний слон · a6 чорний пішак · c6 чорний пішак · d6 білий слон · e6 чорний пішак · h6 чорний пішак · b5 чорний пішак · g5 чорний пішак · c4 чорний пішак · d4 білий пішак · e4 білий пішак · c3 білий кінь · a2 білий пішак · b2 білий пішак · e2 білий слон · f2 білий пішак · g2 білий пішак · h2 білий пішак · a1 біла тура · d1 білий ферзь · f1 біла тура · g1 білий король | a8 чорна тура · d8 чорний ферзь · e8 чорний король · h8 чорна тура · b7 чорний слон · d7 чорний кінь · f7 чорний пішак · g7 чорний слон · a6 чорний пішак · c6 чорний пішак · d6 білий слон · e6 чорний пішак · h6 чорний пішак · b5 чорний пішак · g5 чорний пішак · c4 чорний пішак · d4 білий пішак · e4 білий пішак · c3 білий кінь · a2 білий пішак · b2 білий пішак · e2 білий слон · f2 білий пішак · g2 білий пішак · h2 білий пішак · a1 біла тура · d1 білий ферзь · f1 біла тура · g1 білий король | a8 чорна тура · d8 чорний ферзь · e8 чорний король · h8 чорна тура · b7 чорний слон · d7 чорний кінь · f7 чорний пішак · g7 чорний слон · a6 чорний пішак · c6 чорний пішак · d6 білий слон · e6 чорний пішак · h6 чорний пішак · b5 чорний пішак · g5 чорний пішак · c4 чорний пішак · d4 білий пішак · e4 білий пішак · c3 білий кінь · a2 білий пішак · b2 білий пішак · e2 білий слон · f2 білий пішак · g2 білий пішак · h2 білий пішак · a1 біла тура · d1 білий ферзь · f1 біла тура · g1 білий король | a8 чорна тура · d8 чорний ферзь · e8 чорний король · h8 чорна тура · b7 чорний слон · d7 чорний кінь · f7 чорний пішак · g7 чорний слон · a6 чорний пішак · c6 чорний пішак · d6 білий слон · e6 чорний пішак · h6 чорний пішак · b5 чорний пішак · g5 чорний пішак · c4 чорний пішак · d4 білий пішак · e4 білий пішак · c3 білий кінь · a2 білий пішак · b2 білий пішак · e2 білий слон · f2 білий пішак · g2 білий пішак · h2 білий пішак · a1 біла тура · d1 білий ферзь · f1 біла тура · g1 білий король | a8 чорна тура · d8 чорний ферзь · e8 чорний король · h8 чорна тура · b7 чорний слон · d7 чорний кінь · f7 чорний пішак · g7 чорний слон · a6 чорний пішак · c6 чорний пішак · d6 білий слон · e6 чорний пішак · h6 чорний пішак · b5 чорний пішак · g5 чорний пішак · c4 чорний пішак · d4 білий пішак · e4 білий пішак · c3 білий кінь · a2 білий пішак · b2 білий пішак · e2 білий слон · f2 білий пішак · g2 білий пішак · h2 білий пішак · a1 біла тура · d1 білий ферзь · f1 біла тура · g1 білий король | a8 чорна тура · d8 чорний ферзь · e8 чорний король · h8 чорна тура · b7 чорний слон · d7 чорний кінь · f7 чорний пішак · g7 чорний слон · a6 чорний пішак · c6 чорний пішак · d6 білий слон · e6 чорний пішак · h6 чорний пішак · b5 чорний пішак · g5 чорний пішак · c4 чорний пішак · d4 білий пішак · e4 білий пішак · c3 білий кінь · a2 білий пішак · b2 білий пішак · e2 білий слон · f2 білий пішак · g2 білий пішак · h2 білий пішак · a1 біла тура · d1 білий ферзь · f1 біла тура · g1 білий король | a8 чорна тура · d8 чорний ферзь · e8 чорний король · h8 чорна тура · b7 чорний слон · d7 чорний кінь · f7 чорний пішак · g7 чорний слон · a6 чорний пішак · c6 чорний пішак · d6 білий слон · e6 чорний пішак · h6 чорний пішак · b5 чорний пішак · g5 чорний пішак · c4 чорний пішак · d4 білий пішак · e4 білий пішак · c3 білий кінь · a2 білий пішак · b2 білий пішак · e2 білий слон · f2 білий пішак · g2 білий пішак · h2 білий пішак · a1 біла тура · d1 білий ферзь · f1 біла тура · g1 білий король | a8 чорна тура · d8 чорний ферзь · e8 чорний король · h8 чорна тура · b7 чорний слон · d7 чорний кінь · f7 чорний пішак · g7 чорний слон · a6 чорний пішак · c6 чорний пішак · d6 білий слон · e6 чорний пішак · h6 чорний пішак · b5 чорний пішак · g5 чорний пішак · c4 чорний пішак · d4 білий пішак · e4 білий пішак · c3 білий кінь · a2 білий пішак · b2 білий пішак · e2 білий слон · f2 білий пішак · g2 білий пішак · h2 білий пішак · a1 біла тура · d1 білий ферзь · f1 біла тура · g1 білий король | 1 |
|   | a | b | c | d | e | f | g | h |   |

1.d4 d5 2.c4 c6 3.Кf3 Кf6 4.К c3 e6 5.Зg5 h6 6.Сh4 dc 7.e4 g5 8.Сg3 b5 9.Сe2 Сb7 10.0-0 Кbd7 11.Кe5 Сg7 12.До:d7 К:d7 13.Сd6 a6
Табія (перс. — «полі бою»), розставлення фігур і пішаків у шатранджі, з якого фактично починалася гра. Оскільки зіткнення сил сторін у шатранджі наступало не одразу, суперники отримували можливість розташувати фігури й пішаки на своїй половині шахівниці бажаним чином, тобто побудувати табію. Порядок ходів при побудові табіі особливого значення, зазвичай, не мав; на потрібне розставлення потрібно було від 12 до 20 ходів. 

Старовинні східні рукописи містять цілий ряд табій шатранджа: наприклад, 14 з них навів аль-Адлі, 10 — ас-Сулі, частина з яких збігається з табіямі аль-Адлі. Найбільш вичерпно дебютну теорію шатранджа представив аль-Ладжладж, який провів порівняльний аналіз табій, виявивши найкращі з них — «саяль» (потік) і «Муджаннах» (фланговий дебют). 

Табією, за аналогією з шатранджем, в сучасних шахах і шашках називають типову позицію того чи іншого Шаховий дебюту, де, зазвичай, закінчена мобілізація сил і починається мітельшпіль. Табії зазвичай вивчають з метою виявлення найкращих планів на гру. 